# Desktop Linux Consortium
Desktop Linux Consortium (skr. DLC) – organizacja non-profit, której celem jest rozwijanie i promocja systemu operacyjnego Linux jako oprogramowania dla komputerów desktop.
Założona została 4 lutego 2003 roku i jest kierowana przez aktywistę ruchu Open Source, Bruce’a Perensa, będącego dyrektorem wykonawczym, oraz Jeremy’ego White’a.

## Członkowie
(stan na 3 listopada 2003)

- Ark Linux
- CodeWeavers
- Debian
- DesktopLinux.com
- KDE
- Linux Professional Institute (LPI)
- Lycoris
- Linux Terminal Server Project (LTSP)
- Mandriva
- NeTraverse
- OpenOffice.org
- Questnet (Support4Linux.com)
- Samba.org
- TheKompany
- SUSE
- TransGaming Technologies
- TrustCommerce
- Xandros
- Ximian